# Lakota (språk)
Lakota är ett siouxspråk som talas av lakotafolket. Språket är nära besläktat med dakota. De båda ses ofta som varianter inom sioux.

## Ljudlära

### Vokaler
Utöver sina fem orala vokaler, det vill säga /i e a o u/, har lakota även tre nasala vokaler som är nasalerade varianter av de orala. I den standardiserade ortografin (SLO) skrivs nasala vokaler med ett eng, /ŋ/, efter vokalen.
|        |       | Främre | Central | Bakre |
| ------ | ----- | ------ | ------- | ----- |
| sluten | oral  | i      |         | u     |
| sluten | nasal | ĩ      |         | ũ     |
| mellan |       | e      |         | o     |
| öppen  | oral  |        | a       |       |
| öppen  | nasal |        | ã       |       |

### Konsonanter
Den tonlösa uvulara frikativan, ȟ [χ] används både självständigt och i kombination med andra tecken. En apostrof (’) används för att markera en glottisstöt, [ʔ], vilket betyder att man gör en ”stöt” genom att pressa ihop stämbanden, såsom i den engelska interjektionen ”uh-oh!” eller som D:et i danska stød. I kombination med en konsonant kallas dessa ljud för ejektiva konsonanter. Bokstäver med h (ph, th, čh, kh) betyder att ljuden är aspirerade.
Den tonande uvulara frikativan, ǧ [ʁ], uttalas som en uvular tremulant, [ʀ], framför /i/ och ofta som en tonande velar frikativa, [ɣ], i snabbt tal.
|                         |               | Bilabiala         | Dentala           | Alveolara | Postalveolara | Velara            | Uvulara | Glottala |
| ----------------------- | ------------- | ----------------- | ----------------- | --------- | ------------- | ----------------- | ------- | -------- |
| Nasaler                 | Nasaler       | m [m]             |                   | n [n]     |               |                   |         |          |
| Klusiler och affrikator | oaspirerade   | p [p]             | t [t]             |           | č [tʃ]        | k [k]             |         | ’ [ʔ]    |
| Klusiler och affrikator | tonande       | b [b]             |                   |           |               | g [ɡ]             |         |          |
| Klusiler och affrikator | aspirerade    | ph [pʰ] / pȟ [pˣ] | th [tʰ] / tȟ [tˣ] |           | čh [tʃʰ]      | kh [kʰ] / kȟ [kˣ] |         |          |
| Klusiler och affrikator | ejektiva      | p’ [pʼ]           | t’ [tʼ]           |           | č’ [tʃʼ]      | k’ [kʼ]           |         |          |
| Frikativa               | tonlösa       |                   |                   | s [s]     | š [ʃ]         |                   | ȟ [χ]   |          |
| Frikativa               | tonande       |                   |                   | z [z]     | ž [ʒ]         |                   | ǧ [ʁ]   |          |
| Frikativa               | ejektiva      |                   |                   | s’ [sʼ]   | š’ [ʃʼ]       |                   | ȟ’ [χʼ] |          |
| Approximanter           | Approximanter | w [w]             |                   | l [l]     | y [j]         |                   |         | h [h]    |

### Skriftsystem
Många ortografier används för att skriva lakota, men den ortografi som används i New Lakota Dictionary är den mest spridda och använda. Ortografin, som på engelska kallas för Standard Lakota Orthography (SLO) används bland annat av Sitting Bull College, Standing Rock Sioux Tribe, Cheyenne River Sioux Tribe och i många skolor i indianreservat såsom Pine Ridge och Rosebud Indian Reservation.
Betoning markeras med en accent på vokalen i stavelsen. Vanligtvis ligger huvudbetoningen på första eller andra stavelsen, vanligast på andra. Huvudbetoning på tredje stavelsen förekommer i några få ord. Betonade vokaler får en högre ordton än de andra vokalerna i ordet. Ibland utgör betoningen skillnaden mellan två ord såsom ówaŋžila (”tillsammans”) och owáŋžila (”stilla, tyst”).
En hake används för ljud vars tecken i IPA inte finns i det latinska alfabetet, såsom č /tʃ/, ǧ /ʁ/, ȟ /χ/, š /ʃ/ och ž /ʒ/. Aspirerade konsonanter skrivs med h: čh, kh, ph, th, och velara frikativa konosnanter med ȟ: kȟ, pȟ, tȟ. Ejektiva skrivs med en apostrof: č’, ȟ’, k’, p’, s’, š’, t’.

#### Alfabet
Alfabetet är i Standard Lakota Orthography (SLO), den ortografi som används av flest skolor. Alla bokstäver som består av två tecken (till exempel aŋ, čh och p’) räknas som egna bokstäver.
| Bokstav | A a | Aŋ aŋ | B b | Č č  | Čh čh | Č’ č’ | E e | G g | Ǧ ǧ | H h | Ȟ ȟ | I i | Iŋ iŋ | K k | Kh kh | Kȟ kȟ | K’ k’ | L l | M m | N n | O o | P p | Ph ph | Pȟ pȟ | P’ p’ | S s | Š š | T t | Th th | Tȟ tȟ | T’ t’ | U u | Uŋ uŋ | W w | Y y | Z z | Ž ž | ’     |
| Namn    | a   | aŋ    | be  | ču   | čhi   | č’ó   | e   | gli | ǧu  | ha  | ȟe  | i   | iŋ    | ku  | khi   | kȟa   | k’o   | la  | ma  | na  | o   | pu  | phi   | pȟa   | p’o   | sa  | še  | tu  | thi   | tȟa   | t’o   | u   | uŋ    | wa  | ya  | za  | že  | khéze |
| IPA     | [a] | [ã]   | [b] | [tʃ] | [tʃʰ] | [tʃʼ] | [e] | [ɡ] | [ʁ] | [h] | [χ] | [ɪ] | [ĩ]   | [k] | [kʰ]  | [kˣ]  | [kʼ]  | [l] | [m] | [n] | [o] | [p] | [pʰ]  | [pˣ]  | [pʼ]  | [s] | [ʃ] | [t] | [tʰ]  | [tˣ]  | [tʼ]  | [ʊ] | [ʊ̃]   | [w] | [j] | [z] | [ʒ] | [ʔ]   |

## Grammatik

### Ordföljd
Lakota är ett SOV-språk. Det betyder att ordföljden i en komplett sats vanligen är subjekt-objekt-predikat (verb), till skillnad från svenska som är ett SVO-språk. Ordföljden kan dock ändras beroende på fokus. Objektet flyttas till exempel ganska ofta först i satsen för emfas. Lakota använder även postpositioner, det vill säga att adpositionerna kommer efter huvudordet. Svenska använder till exempel prepositioner; adpositionerna kommer före huvudordet.
mazóphiye él – i affären
mila uŋ - med en kniv

### Pronomen

#### Självständiga personliga pronomen
De självständiga pronomenen används sällan. När de används är det mestadels för emfas, till exempel som disjunktivt pronomen, eller tillsammans med vissa postpositioner. Ofta används de självständiga pronomenen när man säger vad man heter, i satser såsom ”Jag är den du ville se.”, ”Jag är mannen som stal din bil.” och även uttryck som ”Det är upp till dig.”
Skillnaden mellan de båda ”vi”:na är att man på lakota skiljer mellan ett vi som innefattar ”du och jag”, det som markeras med 1 i tabellen nedan, samt ett som innefattar ”jag och någon eller några andra, men inte du.” som markeras med 2. Märk även att íŋš förekommer som variant av íš.
| Svenska           | Lakota          |
| ----------------- | --------------- |
| jag               | miyé, míš       |
| du                | niyé, níš       |
| han, hon den, det | iyé, íš         |
| vi 1              | uŋkíye, uŋkíš   |
| vi 2              | uŋkíyepi, uŋkíš |
| ni                | niyépi, níš     |
| de                | iyépi, íš       |

Maȟpíya Lúta miyé yeló. - Jag är Röda molnet.
Iyépi čha héčhuŋpi! = Det var de som gjorde det!

### Formlära
Lakota är ett agglutinerande språk och har många affix som kan fogas till stammen för att skapa nya betydelser av ordet. Det finns till exempel många instrumentala prefix för att skapa nya verb.
| Verb  | Betydelse                                                                       |
| ----- | ------------------------------------------------------------------------------- |
| ksÁ   | att bli avskuren                                                                |
| kaksÁ | hugga (med till exempel en yxa)                                                 |
| naksÁ | ha sönder något genom att stampa på det                                         |
| paksÁ | bryta av något genom att trycka på det                                          |
| waksÁ | skära av något med en kniv eller en såg                                         |
| woksÁ | bryta av något genom kollidering (såsom att slå, skjuta eller springa på något) |
| yuksÁ | vrida av något med händerna eller klippa av med en sax                          |
| yaksÁ | bita av något                                                                   |

#### Verb
Verb böjs genom att man lägger till affix till verbet beroende på vilken person man böjer efter. Dessa affix ersätter personliga pronomen. Dynamiska verb är verb som betecknar något som händer, till exempel ”gå”, ”springa” och ”tugga”, medan statiska verb är verb som betecknar något som är, till exempel ”vara sjuk”, ”vara gammal”, ”vara törstig”. Dualis finns för första person, men inte för andra eller tredje. ∅- betyder att den personen inte är markerad, att den inte har ett prefix och lämnas orörd.
máni = att gå
máni = hon/han går
| Subjektsform | Subjektsform | Subjektsform | Subjektsform | Objektsform | Objektsform | Objektsform  | Objektsform |
|              | Sing.        | Dual.        | Plur.        | Sing.       | Dual.       | Plur.        |             |
| ------------ | ------------ | ------------ | ------------ | ----------- | ----------- | ------------ | ----------- |
| 1 p.         | wa-          | uŋ(k)-       | uŋ(k)- … -pi | ma-         |             | uŋ(k)- … -pi |             |
| 2 p.         | ya-          |              | ya- … -pi    | ni-         |             | ni- … -pi    |             |
| 3 p.         | ∅-           |              | ∅- … -pi     | ∅-          |             | wičha-       |             |

Utöver dessa finns även čhi- som ett sammansatt pronomen med betydelsen ”jag … dig” eller med suffixet -pi, ”jag … er”. Dualis finns bara i första person.
waŋčhíyaŋke - "jag ser dig"
slolčhíyapi - "jag känner er"
Alla pronomen, i vilken ordning de kommer och hur de placeras kan läsas av i tabellen nedan. Röd färg indikerar att affixet är subjektet. Understrukna affix indikerar att de är objekt och bägge indikerar att de är bäggedera. Om rutan är tom betyder det att konstruktionen är omöjlig på lakota. På vissa finns tre olika; på dem är den första den vanligaste. Den andra är för vissa verb som börjar på y- och den tredje för vissa andra verb som börjar på y-. De brukar kallas för grupp I, II respektive III.
| jag      |                           | čhi-…  | wa∅-… bl∅-… m∅-…      |                           | čhi-… pi | wičhawa… wičhabl… wičham…      |
| du       | maya… mayal… mayan…       |        | ya∅-… l∅-… n∅-…       | uŋya…pi uŋyal…pi uŋyan…pi |          | wičhaya… wičhal… wičhan…       |
| han, hon | ma∅…                      | ni∅…   | ∅-∅…                  | uŋ∅…pi                    | ni∅…pi   | wičha∅…                        |
| du & jag |                           |        | uŋ∅…                  |                           |          | wičhauŋ…                       |
| vi       |                           | uŋ∅…pi | uŋni…pi               |                           | uŋ∅…pi   | wičhauŋ…pi                     |
| ni       | maya…pi mayal…pi mayan…pi |        | ya∅-…pi l∅-…pi n∅-…pi | uŋya…pi uŋyal…pi uŋyan…pi |          | wičhaya…pi wičhal…pi wičhan…pi |
| de       | ma…pi                     | ni…pi  | …∅pi                  | uŋ…pi                     | ni…pi    | wičha…pi                       |

Första person dualis och plural är uŋ- framför konsonant och uŋk- framför vokal. Tredje person plural i objektsform, wičha-, används bara för animata substantiv, det vill säga djur och människor. Pronomen för inanimata substantiv gör ingen skillnad mellan singular och plural utan det framgår oftast av sammanhanget eller av att andra ord i satsen böjs.
|      | Sing. | Dual.  | Plur.        |
| 1 p. | ma-   | uŋ(k)- | uŋ(k)- … -pi |
| 2 p. | ni-   |        | ni- … -pi    |
| 3 p. | ∅-    |        | ∅- … -pi     |

### Avljud
På lakota förekommer tre så kallade avljud. Med detta menas att vissa verb ibland ändrar slutvokal. Det finns tre olika avljud, -a/-aŋ, -e och -iŋ. Ett verb vars slutvokal kan genomgå avljud visas i en ordbok genom att vokalen slutar på ett versalt A, till exempel okáȟniǧA, ”att förstå”. Det versala A:et förekommer aldrig i löpande text utan används enkom i ordböcker.

#### A/Aŋ-avljud
A/Aŋ-avljudet är standardavljudet som förekommer överallt där de övriga två inte förekommer. Om verbet slutar på -A, såsom okáȟniǧA, blir ordet med A/Aŋ-avljud okáȟniǧa. Om verbet slutar på -Aŋ blir ordet med A/Aŋ-avljud -aŋ.

#### E-avljud
E-avljudet används dels om ordet står sist i en mening eller om den kommer efter ett ord som styr E-avljud. ”Jag förstår” heter således okáȟniǧe. Orden som styr E-avljud är:
- vissa enklitiska ord såsom ȟča, ȟčiŋ, iŋčhéye, kačháš, kiló, kštó, któ, lakȟa, -la, láȟ, láȟčaka, ló, séčA, sékse, s’eléčheča, so, s’a, s’e, šaŋ, šni och uŋštó.
- vissa konjunktioner och artiklar såsom eháŋtaŋš, kiŋ, kiŋháŋ, k’éaš och k’uŋ .
- vissa hjälpverb såsom kapíŋ, kiníča (kiníl), -khiyA, kúŋzA, lakA (la), phiča, ši, wačhíŋ, och -yA .

#### Iŋ-avljud
Iŋ-avljudet förekommer endast före följande ord:
- ktA (ord som skapar futurum och många modus som bland annat konditionalis)
- na, naháŋ (och)
- naíŋš (eller)
- yé (används vid artiga önskemål)
- yetȟó (används vid vänskapliga befallningar)